# August Borchard
August Borchard (* 4. Juli 1864 in Lemgo; † 19. Februar 1940 in Berlin) war ein deutscher Chirurg.

## Leben
Friedrich August Leopold Borchard studierte Medizin an der Albert-Ludwigs-Universität Freiburg, der Ludwig-Maximilians-Universität München, der Julius-Maximilians-Universität Würzburg und der Universität Jena. 1888 wurde er in Jena zum Dr. med. promoviert. Er begann seine Laufbahn als Assistent in der Pathologie der Philipps-Universität Marburg. Später war er Oberarzt an der chirurgischen Klinik der Albertus-Universität Königsberg.
Ab 1895 war er leitender Arzt an der Chirurgischen Abteilung des Diakonisse-Krankenhauses in Posen, um dann als Chirurg in Berlin ansässig zu werden. Hier wurde er 1908 apl. Professor und 1912 Geheimer Medizinalrat. Im Ersten Weltkrieg diente er als Beratender Chirurg  im Range eines Generalarztes. Er publizierte seine Erfahrungen und gehörte 1922 zu den Gründern der Deutschen Gesellschaft für Unfallheilkunde. 1930 wurde er in die Deutsche Akademie der Naturforscher Leopoldina gewählt. 
1934/35 war er Präsident der Deutschen Gesellschaft für Unfallchirurgie. Er war Mitherausgeber und Redakteur des Archivs für klinische Chirurgie, des Zentralblatts für Chirurgie und des Deutschen Chirurgenkalenders. Er starb mit 77 Jahren und wurde auf dem Südwestkirchhof Stahnsdorf beigesetzt.

## Schriften
- mit Victor Schmieden: Lehrbuch der Kriegschirurgie. Leipzig 1917
- Über Lungenschüsse. Leipzig 1917 (= Sammlung klinischer Vorträge: Chirurgie; Nr. 200)
- mit Carl Garrè: Lehrbuch der Chirurgie. Leipzig 1920.
- Die deutsche Chirurgie im Weltkrieg 1914 bis 1918. Johann Ambrosius Barth Verlag, Leipzig 1920.